# Vlag van Ooltgensplaat

Vlag van Ooltgensplaat

De vlag van Ooltgensplaat werd op 23 maart 2019 door het Nederlandse dorp Ooltgensplaat in gebruik genomen. De vlag bestaat uit een blauw veld met op het een geel schip op het rechterkant geplaatst met daaronder een smalle groene baan. Bovenin toont een rood-gele schuingeblokte baan.
De vlag is een gemoderniseerd ontwerp gebaseerd op het gemeentewapen. De vlag werd ontworpen door Dorpsraad Ooltgensplaat.
Het beeld is sprekend: een schipper met de naam Oeltgen vervulde zijn functie bij deze later naar hem genoemde zandplaat, de smalle groene baan in de vlag. De locatie van het schip in de vluchtzijde van de vlag kan als ongelukkig worden beschouwd. De rode, schuine banen op geel zouden verwijzen naar verbindingen met Sommelsdijk, dat de banen echter in de tegenovergestelde richting en in andere kleuren voert.

## Verwante afbeeldingen

Het wapen van Ooltgensplaat

Achthuizen
· Den Bommel
· Dirksland
· Dubbeldam
· Goedereede
· Gouderak
· Heerjansdam
· Herkingen
· Hoek van Holland
· Kaag
· Katwijk
· Kijkduin
· Klaaswaal
· Lekkerkerk
· Lisse
· Maasdam
· Maasland
· Melissant
· Middelharnis
· Nieuwe-Tonge
· Noordeloos
· Ooltgensplaat
· Ouddorp
· Oude-Tonge
· Rijnsburg
· Rockanje
· Scheveningen
· Sommelsdijk
· Stad aan 't Haringvliet
· Stellendam
· Tiengemeten
· Valkenburg
· Wieldrecht